# Lukas-Passion
Die Lukas-Passion ist die Leidensgeschichte Jesu von Nazaret, wie sie das Evangelium nach Lukas in seinen Kapiteln 22  und 23  darstellt.

## Vertonungen
Unter anderen haben folgende Komponisten die Leidensgeschichte Jesu nach Lukas zum Gegenstand von Passionsmusiken gemacht:
- Christoph Schultze (1653)
- Heinrich Schütz (1664): Lukas-Passion (Schütz)
- ein Anonymus, dessen Lukaspassion im Notenbestand Bachs überliefert ist und lange für ein Bach-Werk gehalten wurde (BWV 246), siehe Lukas-Passion (Bach)
- Georg Philipp Telemann (1724, 1728, 1732, 1736, 1740, 1744, 1748, 1752, 1756, 1760, 1764)
- Carl Philipp Emanuel Bach (1771, 1775, 1779, 1783, 1787)
- Rudolf Mauersberger: Passionsmusik nach dem Lukasevangelium (1947)
- Reinhold Brunnert: Die Passion Jesu Christi (1951–1953)
- Krzysztof Penderecki: Lukas-Passion (Penderecki) (1965)
- Wolfgang Rihm (2000)
- Johannes H. E. Koch (2002)
- Ingo Schulz (2007)
- Christoph Taggatz (2007)
- Calliope Tsoupaki (2008)
- Tadeusz Klaus (2009)
- Andrew Smith: Lukaspasjon (2019/2024)